# 4042 Охотськ
4042 Охотськ (4042 Okhotsk) — астероїд головного поясу, відкритий 15 січня 1989 року.
Тіссеранів параметр щодо Юпітера — 3,497.